# Relations entre les Bermudes et l'Union européenne
 (Février 2020).
Les relations entre les Bermudes et l'Union européenne reposent sur le fait que les Bermudes sont un pays et territoire d'outre-mer (PTOM) de l'Union européenne (c'est-à-dire, un territoire d'un État membre situé hors de l'Union européenne).

## Association avec l'Union
Jusqu'en janvier 2014, les Bermudes ne participait pas à sa propre demande à la décision d'association outre-mer en dépit de son statut de PTOM. Après cette date, elles sont devenues un PTOM.

## Exceptions aux politiques communautaires
| États membres et territoires | Dans l'Union ? | Application du droit de l’Union | Exécutoire devant les tribunaux | Euratom | Citoyenneté de l'Union | Élections du Parlement | Espace Schengen | Espace TVA | Territoire douanier de l’Union | Marché commun européen | Zone euro |
| ---------------------------- | -------------- | ------------------------------- | ------------------------------- | ------- | ---------------------- | ---------------------- | --------------- | ---------- | ------------------------------ | ---------------------- | --------- |
| Bermudes                     | Non            | Application minimale,           | Non                             | Oui,    | Oui                    | Non                    | Non             | Non        | Non                            | Application partielle  | Non (BMD) |

## Sources

## Compléments